# Self-Directed Search
Der Self Directed Search Assessment (SDS) ist ein Karriere- oder Interessenstest, der in den 1970er Jahren von John L. Holland entwickelt und mehrmals revidiert wurde. Er gehört zu den am meisten eingesetzten Berufswahltest zum Entdecken von beruflichen Interessen. Häufig wird er von Schulen oder Universitäten eingesetzt, er kann aber auch bei bereits arbeitenden Personen für die Berufsfindung genutzt werden. Ziel ist es, auf Basis der Interessen und sechs beruflichen Persönlichkeitsmerkmalen den passenden Beruf zu finden.

## Theoretischer Hintergrund
Der Self Directed Search baut auf dem RIASEC-Modell von John L. Holland auf. Im Rahmen dieses Modells teilt Holland die Eigenschaften von Personen und deren Umwelten in sechs Typen ein, die auf Basis der englischen Anfangsbuchstaben die Abkürzung RIASEC ergibt:
- Realistische Orientierung

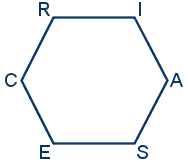
RIASEC-Modell nach Holland

- Investigative/forschende Orientierung
- Artistic (künstlerische) Orientierung
- Soziale Orientierung
- Enterprising / unternehmerische Orientierung
- Conventional / Ordnend-verwaltende Orientierung[3]

Je nachdem in welche Kategorie ein Individuum mithilfe des SDS eingeteilt wird, passen bestimmte Berufe oder Positionen besser zu ihm als andere. Holland nimmt in seiner Theorie an, dass jeder Mensch eine Haupt-Interessensrichtung besitzt. Hinzu kommen jeweils zwei weitere, die gemeinsam mit der Hauptrichtung einen Code aus 3 Buchstaben (das Persönlichkeitsmuster) ergeben. Dieser Code wird in der Literatur häufig als „Holland-Code“ bezeichnet.
John L. Holland hat in einem Hexagon-Modell die Beziehung zwischen diese Persönlichkeitstypen dargestellt. Diejenigen Typen, die nahe beieinander liegen, weisen mehr Gemeinsamkeiten miteinander auf, wobei weiter entfernte Orientierungen stärker voneinander abweichen.

## Vorgänger: VPI
Auf Basis des RIASEC-Modells entwickelte Holland den Vocational Preference Inventory. Auch wenn die Tests ähnlich sind, soll der SDS sich mehr auf die Erfahrung der Berufsentscheidung konzentrieren, wobei sich der VPI mehr auf die Diagnostik der Interessenstruktur fokussiert. Der SDS stellt eine verständlichere und einfachere Variante des VPI dar.

## Durchführung und Auswertung
Der Self directed Search in der Originalversion umfasst 197 Items. Der Test ist einfach anwendbar und in 35 bis 45 Minuten abschließbar – entweder mit Papier und Stift und einem Bewertungsheft oder digital. Die Antworten erfolgen in der Regel auf einer Likert-Skala oder durch die Auswahl einer bestimmten Option. Die Ergebnisse werden als interpretativer Bericht online bereitgestellt. Das SDS-Formular generiert einen kurzen Buchstabencode, der dazu genutzt werden kann, passende Berufe im Berufefinder (online) zu recherchieren.

### Abschnitte des SDS
Der Test besteht aus vier Abschnitten:
- Aktivitäten: Von den 66 Aktivitäts-Items sind jeweils 11 Items für jeden der sechs Persönlichkeitstypen vorgesehen. Die Testpersonen geben in diesem Abschnitt an, ob sie eine bestimmte Aktivität mögen oder nicht.
- Kompetenzen:  Auch dieser Abschnitt umfasst 66 Items, mit jeweils 11 für jeden Persönlichkeitstyp. Die Testpersonen beantworten mithilfe der dichotomen Items (Ja/Nein), ob sie eine bestimmte Kompetenz besitzen.
- Berufe: Dieser Teil des SDS besteht aus 84 Items, wobei für jeden Persönlichkeitstyp 14 Items enthalten sind. Die Testpersonen bewerten hier, ob sie einen bestimmten Beruf attraktiv genug finden, um ihn als mögliche Karriere zu betrachten.
- Bewertung von Fähigkeiten/Fertigkeiten: Dieser Abschnitt enthält 12 Items, wobei jeder Persönlichkeitstyp mit zwei Items vertreten ist. Es gibt also zwei Gruppen von je sechs Items. Die Testpersonen ordnen die jeweiligen Fähigkeiten/Fertigkeiten in jeder Gruppe in eine Rangfolge von eins bis sechs.[7]

### Form R
Die am meisten verwendete Version des SDS ist die SDS-Form R. Hier können die Nutzer zusätzlich einen „Daydreams“ Abschnitt beantworten, der separat ausgewertet werden kann. Dieser Teil beinhaltet Fragen, die darauf abzielen, die beruflichen Interessen und Vorlieben der Testperson basierend auf ihren fantasierenden Vorstellungen und Tagträumen zu erfassen. Darauf folgen die ursprünglichen vier Abschnitte des Self directed Search. Diese fünf Teile können separat und selbstständig ausgewertet werden. Der Nutzer erhält auch hier wieder einen dreibuchstabigen Code. Diese Form wurde bereits vier Mal revidiert.

## Verwendung
Am häufigsten wird der SDS bei Schülern eingesetzt, da von ihnen erwartet wird, dass sie sich bereits sehr jung für eine berufliche Laufbahn entscheiden. Aber auch später kann es vorkommen, dass die Individuen feststellen, dass sie an einem bestimmten Beruf oder Bereich doch nicht interessiert sind. Auch nach einer abgeschlossenen Karriere können zum Beispiel Rentner neue oder vernachlässigte Interessen mithilfe des SDS erkunden und für ihre Alltagsgestaltung verwenden.

## Vorteile des SDS
Der Self directed Search hat für die Testperson folgende Vorteile:
- eigenständige Durchführung
- unabhängige Auswertung
- unabhängige Interpretation
- individuelle Zusammenfassung[2]
- umfassende Ergebnisse[7]
- Die eigene Auswertung und Interpretation ermöglicht aktive Teilnahme an der Lösung von Karrierefragen und -problemen
- der Fragebogen basiert auf einer Theorie
- er wird durch umfangreiche Forschung gestützt[6]

Da die 1. Version des SDS aus dem Jahr 1985 mangelhafte psychometrische Eigenschaften aufwies, wurde daran vermehrt gearbeitet. 5. Version von Holland und Messer (2013) zeichnet sich durch gute Reliabilität und konvergente Validität aus. Die wünschenswerten psychometrischen Eigenschaften können genutzt werden um die prognostische Validität zu erhöhen.

## Kritische Würdigung
Als Nachteil des Tests wird genannt, dass er zu stark pauschalisiert und unflexibel ist. Es wird angenommen, dass dies darauf zurückzuführen ist, dass die sechs Persönlichkeitsmerkmale des RIASEC-Modells als weitgehend unveränderbar angenommen werden.
Peng Wang und Kollegen bemängeln an Hollands RIASEC-Modell darüber hinaus, dass kulturelle Faktoren die beruflichen Interessentypen beeinflussen und der SDS dies nicht ausreichend berücksichtigt. Darüber hinaus sind durch die technologische Revolution zahlreiche Berufe neu entstanden, wodurch viele Berufsbezeichnungen und Arbeitsaufgaben in Hollands Modell veraltet sind. Die Forscher schlugen in Folge ein aktualisiertes und auf die Situation in China abgestimmtes Modell mit neun Interessenstypen vor.

## Weiterentwicklungen
Weitere Versionen des SDS sind unter anderem die Form E (Easy), die für Personen mit eingeschränkter Lesefähigkeiten oder geringen Englischkenntnissen entwickelt wurde. Zusätzlich gibt es den SDS Form CP (Career Planning) für Erwachsene, die bereits in Organisationen tätig sind, sowie den SDS-Career Explorer für Mittelschul-Schüler. Diese alternativen Formate weisen dieselben grundlegenden Merkmale wie der originale SDS auf.
Der Explorix bildet die deutschsprachige Weiterentwicklung des Self directed search und gründet auf demselben theoretischen Konzept von John L. Holland. Der Explorix kann für einen Preis von ca. 15 € selbst durchgeführt werden.

## Vergleich zu anderen Tests
Im Unterschied zum DIT (Differentieller-Interessen-Test) konzentriert sich der SDS rein auf berufliches Interesse. Der DIT erhebt zusätzlich Freizeitinteressen und unterstellt damit die Annahme, dass auch Freizeittätigkeiten berufliches Interesse beeinflussen. Ähnlich wie beim SDS schätzt der Nutzer auf einer Skala von 1 bis 5 ein, wie gerne er entsprechende Tätigkeiten ausführen, das Buch/Zeitung lesen oder den Beruf ergreifen würde. Als Ergebnis erhält man die eigene Ausprägung in neun Berufsrichtungen.
Der BIT (Berufs-Interessen-Test) erhebt neun berufliche Interessenrichtungen. Im Unterschied zum SDS ist dieser Test nicht auf einem theoretischen Modell aufgebaut. Es fehlen überprüfbare Annahmen darüber, warum der Test tatsächlich das misst, was er messen soll. Zudem reicht die bloße Erfassung von Berufsinteressen letztlich nicht aus.
Eder und Bergmann entwickelten den AIST-R (Allgemeiner Interessen-Struktur-Test), der auch auf dem RIASEC-Modell von John L. Holland basiert. Dieser Test ist mit 60 Items jedoch kürzer als der Self directed Search. Außerdem steht die faktorielle Struktur des Tests jedoch teilweise im Widerspruch zur von Holland angenommenen Unabhängigkeit der Interessensdimensionen. Darüber hinaus kann auch die Konsistenz und Kongruenz des Interessentyps bestimmt werden. Bei der Auswertung wird der Interessentyp ermittelt, indem die Ausprägungen der Dimensionen in eine Rangfolge gebracht werden. Die drei stärksten Orientierungen werden wie beim SDS als dreistelliger Holland-Code aufgezeichnet.